# Racopilum polythrincium
Racopilum polythrincium là một loài rêu trong họ Racopilaceae. Loài này được Spruce ex Mitt. mô tả khoa học đầu tiên năm 1869.